# Scolopax
Scolopax Linnaeus, 1758 è un genere di uccelli della famiglia Scolopacidae.

## Tassonomia
Il genere comprende otto specie viventi:
- Scolopax rusticola Linnaeus, 1758 - beccaccia eurasiatica
- Scolopax mira Hartert, 1921 - beccaccia di Amami-Oshima
- Scolopax saturata Horsfield, 1821 - beccaccia delle Indie Orientali
- Scolopax rosenbergii Schlegel, 1871 - beccaccia della Nuova Guinea
- Scolopax bukidnonensis Kennedy, Fisher, Harrap, Diesmos & Manamtam, 2001 - beccaccia di Bukidnon
- Scolopax celebensis Riley, 1921 - beccaccia di Sulawesi
- Scolopax rochussenii Schlegel, 1866 - beccaccia dell'Isola di Obi
- Scolopax minor Gmelin, 1789 - beccaccia americana

Sono note inoltre quattro specie fossili:
- † Scolopax carmesinae
- † Scolopax hutchensi
- † Scolopax anthonyi
- † Scolopax baranensis - nomen nudum